# The Midnight Room
The Midnight Room è un album discografico del gruppo musicale italiano Jennifer Gentle, pubblicato nel 2007.

## Registrazione
Registrato dal solo Fasolo in una vecchia scuola abbandonata dalle parti del Polesine.

## Tracce
1. Twin Ghosts
2. Telephone Ringing
3. It's in Her Eyes
4. Take My Hand
5. The Ferryman
6. Electric Princess
7. Quarter to Three
8. Mercury Blood
9. Granny's House
10. Come Closer

## Formazione
- Marco Fasolo - voce, chitarre, basso, batteria, piano, harmonium, campana

ospiti
- Beatrice Antolini - piano su Electric Princess